# Liste der Kulturdenkmale in Hetschburg

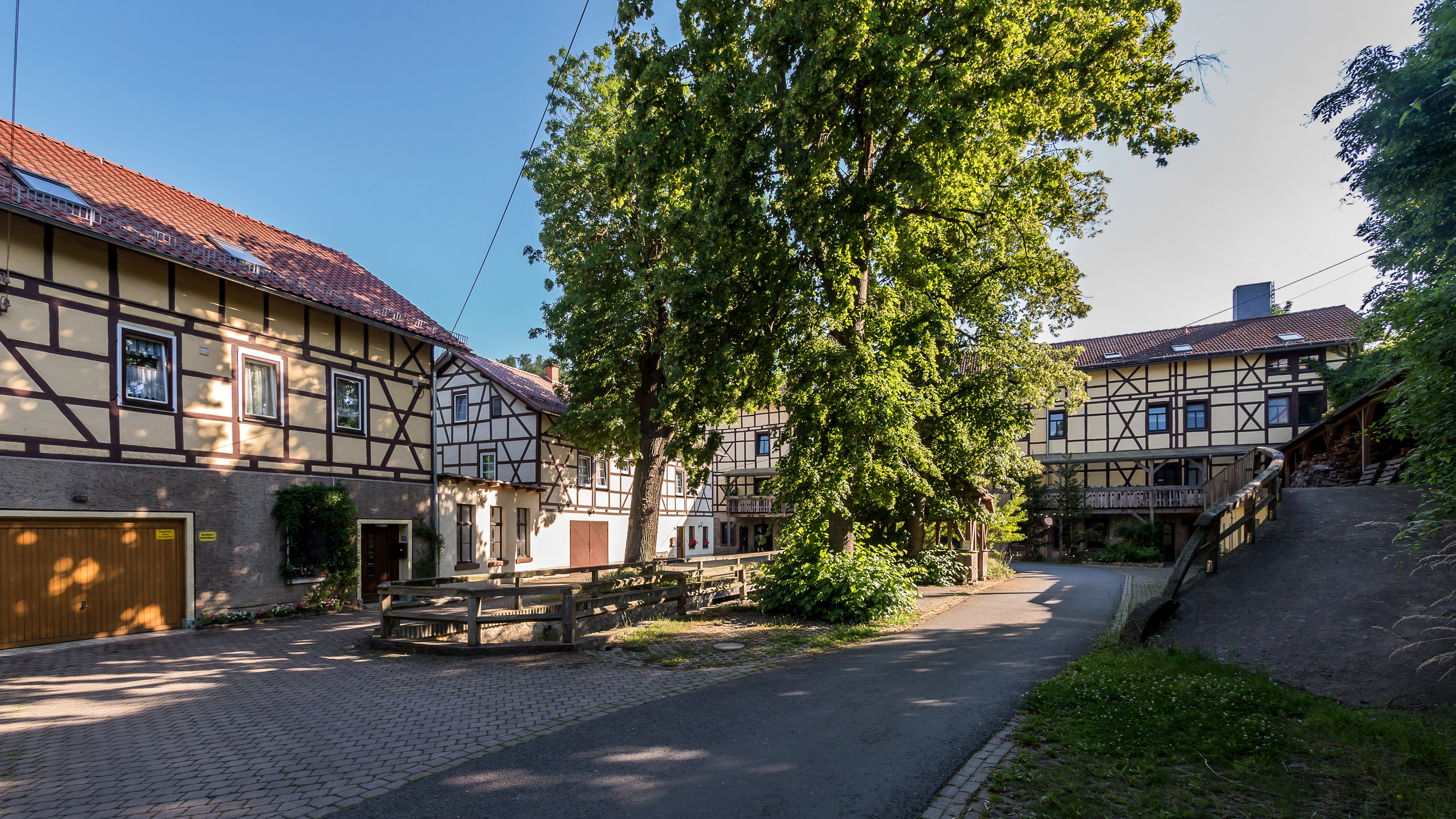
Ehemalige Obermühle Hofansicht

In der Liste der Kulturdenkmale in Hetschburg sind alle Kulturdenkmale der thüringischen Gemeinde Hetschburg (Landkreis Weimarer Land) und ihrer Ortsteilen aufgelistet (Stand: 26. April 2012).

## Hetschburg
Einzeldenkmale
| Bild                           | Bezeichnung                    | Lage                                                                | Datierung | Beschreibung | ID |
| ------------------------------ | ------------------------------ | ------------------------------------------------------------------- | --------- | ------------ | -- |
| Fotos hochladen                | Waidmühlstein mit Bogensteinen | auf einer Grünfläche des Dorfplatzes westlich der Ilmbrücke (Karte) |           |              |    |
| weitere Bilder Fotos hochladen | Wohnhaus                       | Im Dorfe 19 (Karte)                                                 |           |              |    |
| weitere Bilder Fotos hochladen | ehem. Wirtschaftsgebäude       | Im Dorfe 19a (Karte)                                                |           |              |    |
| weitere Bilder Fotos hochladen | Kirche                         | Im Dorfe 20 (Karte)                                                 |           |              |    |
| weitere Bilder Fotos hochladen | ehemalige Obermühle            | Im Dorfe 23 (Karte)                                                 |           |              |    |
| weitere Bilder Fotos hochladen | Wohnhaus                       | Im Dorfe 24 (Karte)                                                 |           |              |    |

Bodendenkmal
| Bild                           | Bezeichnung             | Lage | Datierung | Beschreibung        | ID |
| ------------------------------ | ----------------------- | --- | --------- | ------------------- | -- |
| weitere Bilder Fotos hochladen | Wallburg, Martinskirche | Nach Norden ins Ilmtal vorspringender und sich allmählich verjüngender, unregelmäßig geformter Bergsporn von ca. 60 m Höhe (Karte) |           | Infotafel eingefügt |    |

## Quelle
- Denkmalliste Landkreis Weimarer Land. (PDF; 929 kB) weimarerland.de

- Karte mit allen Koordinaten:
- OSM |
- WikiMap